# オレは少女漫画家
『オレは少女漫画家』（オレはしょうじょまんがか）は、Giza10より2012年2月23日に発売されたPSP用ゲーム。
2013年3月29日にPSP版のPC移植版『オレは少女漫画家R』が発売された。

## 登場人物

### 主人公
神尾 賢二（かみお けんじ）
声 - 無し
誕生日：5月31日 身長：168cm 血液型：AB
主人公。斗際学園の3年生。
学園では隠しているが週刊少女漫画雑誌『コミックチャーム』で連載を持つプロの少女漫画家。
ペンネームは「伊集院アリス」（名前変更可能）。
13歳でデビューし、当時は天才といわれていたがムラッ気があり最近は下降気味。今回の漫画で打ち切り4回目。
老若男女皆が楽しめる「全人漫画」を描くことに燃えている。
打ち切り漫画家の肩書きをなくすためにも「伊集院アリス」を売り出さなくては、と考えた千佳に女装させられ今まで隠していた素顔を読者にさらし「美少女漫画家」として売り出される。
ヒロインのルートへ突入すると、内容が異なるが伊集院アリスが出演するイベントやテレビ番組によって主人公の素性が全国に知られてしまう。その際は一部ヒロインからビンタされることが多い。

### メインヒロイン
秋月 凛菜（あきづき りんな）
声 - 柚原有里
誕生日：12月20日 身長：160cm スリーサイズ：B85/W55/H87 血液型：B
賢二と同じクラスの学生少女漫画家。
賢二と同じく『コミックチャーム』で連載をしている。作品は読者アンケート1位という人気っぷり。
ペンネームではなく本名で連載しているため学園では有名人。男女ともに人気は高い。
天才肌と思われているが裏ではかなり努力をしている。
周囲には明るく気さくに接し、アリスの人気振りにも余裕を見せている。
しかし実際は非常に負けず嫌いで、アリスの人気に嫉妬するあまり壁等にヒビを入れたりしている。
賢二のことは漫画家とは知らず「漫画家の気持ちをよく分かっている友人」と認識している。
彼女をヒロインに選ぶと、賢二は交通事故に遭い重傷を負うも、副編集長との対立で身体に鞭を打ちながらも病院で漫画を描いてたことを凛菜には伝えず、唯一彼女は後半まで知らずにいた。
羽鳥 ヒスイ（はとり ヒスイ）
声 - 中田順子
誕生日：2月14日 身長：157cm スリーサイズ：B95/W58/H93 血液型：AB
賢二の幼馴染でクラスメイト。
賢二がデビューしたときから賢二のアシスタントもしている。
将来の夢は建築デザイナーでその勉強のためと賢二のアシスタントをしているが本音は賢二と一緒にいたいだけ。
自分のデザインした一軒家で賢二と暮らすのが夢。
主に賢二を初めとする同い年の男子の二人称には「オメー」と呼んだり、平然とスゴイ事や毒舌を吐くためクラスでは「毒裁者」の異名を持つ。
賢二のモチベーションを上げる為に、メイド服を着たりする事もある。
また美術部のエースでもあるが、アシスタントの仕事の為にとっとと家に帰ってしまうので幽霊部員化している。
同人誌も出しており、サークル名は「ゲル状」。
彼女をヒロインにすると、賢二は一時の漫画のスランプに陥る。
神尾 千佳（かみお ちか）
声 - 櫻井浩美
誕生日：8月1日 身長：165cm スリーサイズ：B98/W60/H91 血液型：O
賢二の義理の姉にして担当者。賢二には「千佳ねえ」と呼ばれている。
明美伊出版社に勤める凄腕編集者で編集部内では「アネキ」の名で通っている。
賢二の他、凛菜の担当もしていて、編集者としての評判は高い。
また忙しい中で家事もこなしており、料理の腕も良い。
仕事モードとプライベートモードをスイッチひとつで切り替え、プライベートモード時は酒（主にビール）好きでかなりだらしない。
ブラコン気味で賢二に甘い面も見せるが、賢二の漫画のアンケート順位が低いと雲形定規をメリケンサック代わりに使う拳技（クラウドナックル）をくりだす。
副編集長とは犬猿の仲。
彼女をヒロインに選ぶと、千佳の過去、副編集長と千佳、そして賢二との関係が明かされる。
紫堂 楓（しどう かえで）
声 - 鳴海エリカ
誕生日：11月11日 身長：162cm スリーサイズ：B81/W53/H82 血液型：A
賢二のクラスメイトでクラス委員長。
物静かで冷静にクラスをまとめ、外見もいいため人望は厚い。
ある理由から異常なほどの漫画嫌いで、主人公と何度も対立する。
趣味は小説だが、漫画を始め、ライトノベルなどのイラストが入っている物も嫌いで、本人曰く「ジンマシンがでる」とのこと。
祖父と暮らす家は書店で、たまに店員として店に出ている。いつか漫画コーナーを撤廃するのが目標らしい。
またイメージとは逆に携帯メール魔で小説並みの長文。他にも異常なほどに麻雀が上手かったり、人のゴシップネタが大好きだったりと、謎の多い人物。
彼女をヒロインにすると、自分が漫画家であると明かさず、テレビ番組にて不慮の事故から素顔を視聴者に知られ、紫堂に疎まれてしまう。
終盤では紫堂の両親が登場する。
高杉 ハルカ（たかすぎ ハルカ）
声 - 青葉りんご
誕生日：4月1日 身長：145cm スリーサイズ：B73/W45/H76 血液型：B
『ガケップチプロダクション』に所属する新人ジュニア声優。
裕福とはいえない家庭に育つが持つ前の明るさで前向きに生きている。
そのため見た目は幼いがとてもよく出来た子。
値段が安いもやしが大好きで、いやし系ならぬもやし系アイドルといわれていたりもする。
自販機下に小銭がないかを調べるのが日課。
また、コミフィではコスプレをして参加している。その中で、「学園☆新撰組」の「永倉やち」のコスプレを披露した。
ギャグ漫画家としての才能もあり、賢二はおろか、ヒスイや千佳さえも大爆笑させ、仕事に厳しい副編集長すら彼女に甘くなるほど。彼女をヒロインにすると、この才能を生かして賢二の新作のシナリオを担当する。

### サブヒロイン
黛 沙耶香（まゆずみ さやか）
声 - 宮沢ゆあな
誕生日：8月25日 身長：151cm スリーサイズ：B79/W50/H80 血液型：O
賢二の後輩で、斗際学園の1年生。
漫画家になることが夢であり、漫画研究同好会に所属し、メンバー達を引っ張っている。
伊集院アリスの大ファンであり、「アリスファンクラブ」に入っている。アリスの事を「ねえさま」と呼んでいる。
姉の玲於奈は警察官であり、『遊撃警艦パトベセル 〜こちら首都圏上空青空署〜』に登場している。
編集長
声 - 青葉りんご
誕生日：9月7日 身長：137cm スリーサイズ：B69/W43/H74 血液型：B
明美伊出版社に勤めるコミックチャームの編集長。
一見和服を着た子供にしか見えないが、編集者としての辣腕ぶりは有名。
「少女漫画雑誌で週刊は無理」という周囲の声を撥ね退けて、一代でコミックチャームを人気雑誌に押し上げた。
身内に関する話だけはしてほしくないと思っている。

### 男性キャラクター
勝丘 十三（かつおか じゅうぞう）
声 - 伊東隼人
誕生日：11月11日 身長：189cm 血液型：AB
主人公の親友で、暑苦しい男。会話すると「暑いどころか『焦げる』」。
超高校生級のテニスプレイヤーで、学生服ではなく特例でいつもテニスウェアを着ている。
成績も優秀で実家は総合病院。「シジミサンド」が好物。
副編集長
声 - 山本兼平
誕生日：5月16日 身長：172cm 血液型：A
明美伊出版社に勤める副編集長。
編集者としての腕は確かだが、無愛想で仕事に厳しく、主人公に対しても常に耳の痛い嫌味を言ってくる。
見た目に反してお笑い好き。
過去に千佳と何かあったらしい。また性格や仕事に対する方針の違いから仲は悪い。
編集長とも作中は多く語られないが、浅からぬ関係を持っていたらしい。
岩原 龍那（いわはら たつな）
声 - 山本兼平
誕生日：8月16日 身長：164cm 血液型：A
超売れっ子のアニメ監督。大人気アニメ『七瀬ヒカリのYOU撃つ』の総監督でもあり、テレビ業界にも幅広い人脈を持つ。
仕事は出来るがキモい言動も多い変人で、よく主人公に掌底を喰らわされている。
主人公と初めて出会った際も、ローアングルからコスプレイヤーを撮影しようとして周囲にボコられている。

## オレは少女漫画家R
『オレは少女漫画家R』（オレはしょうじょまんがかある）は、PSP版のPC移植版。2013年3月29日発売。